# Pornografia dell'incesto
La pornografia dell'incesto è un genere di pornografia che rappresenta un'interazione sessuale tra parenti (incesto). Possono venir coinvolti parenti reali ma nella maggior parte dei casi gli attori non hanno vincoli di parentela ma vengono scelti in base a caratteristiche, quali la somiglianza fisica, che suggeriscano solamente l'idea di parentela. Per ottenere un maggior effetto identificativo si veicola quasi sempre, quale messaggio principale, l'amatorialità della situazione scabrosa filmata.
Questo tipo di pornografia in Australia viene classificata come "RC" (Refused Classification) perché "viola le norme della morale, decenza e decoro generalmente accettato dagli adulti".
Uno dei film pornografici più conosciuti è Taboo del 1980, interpretato da Kay Parker, di cui furono poi realizzati diversi sequel, molti dei quali hanno vinto premi tra i film per adulti.. Jeffrey Masson ha sostenuto che l'incesto nel porno è "il vero nucleo della pornografia - nella sua forma prototipica" e che "tutta la pornografia è fondamentalmente dedita alla promozione dell'incesto".